# Marca de Istria

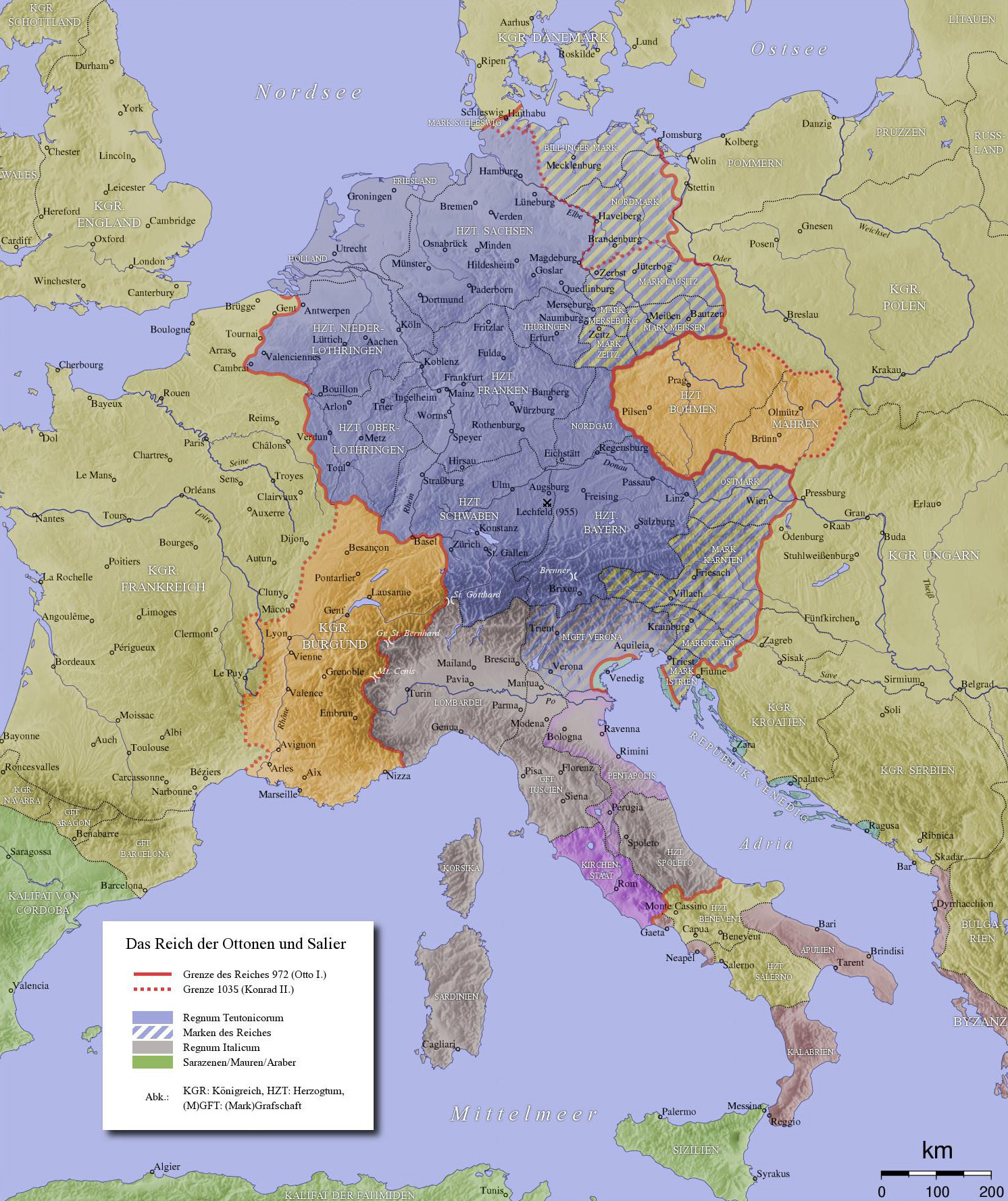
Sfântul Imperiu Roman în anul 972: Marca de Istria (Mark Istrien) în partea inferioară, în dreapta, hașurată alături de celelalte mărci ale Bavariei

Marca de Istria a fost la origine o marcă situată la frontiera Imperiului Carolingian, cuprinzând Peninsula Istria și teritoriul înconjurător, cucerite în anul 789 de către Pepin de Italia, unul dintre fiii regelui francilor Carol cel Mare. După 1364, a constituit denumirea atribuită provinciei din Istria a stăpânirilor habsburgice, a Imperiului Austriac și a Austro-Ungariei.

## Istoria

### Marcă acarolingienilor
Istria Carolingiană a fost încorporată Ducatului Carolingian de Friuli, din partea răsăriteană a Italiei medievale, fiind de facto o marcă cu demnitate ducală doar la nivel titular. Marca de Istria a fost la început constituită ca urmare a morții ducelui Eric de Friuli în anul 799, la asediul Trsatului în cadrul confruntărilor cu triburile croaților. Acesta fusese acel margraf care păzise câmpia Pannoniei, care permitea trecerea către Italia dinspre răsărit. Marca a devenit feuda contelui franc Hunfrid, care de asemenea purta titlul de dux Foroiulanus (duce de Friuli). Marca originală constituită de Carolingieni includea regiunea Alpilor Iulieni și a platoului Kras până la golful Kvarner. Alături de Friuli și Carantania, Istria reprezenta una dintre cele trei mărci menite să protejeze Lombardia în fața invaziilor avarilor, slavilor și apoi ale maghiarilor.
În primul deceniu al secolului al IX-lea, Istria a fost guvernată de către ducele Ioan, care nominal urma tradiția bizantină, însă în fapt se reprezenta un ducat al francilor. La acea vreme, regiunea avea nouă orașe, cel mai important fiind Trieste. În virtutea tratatului de la Aachen din 812 (Pax Nicephori), prin care Bizanțul recunoștea titlul imperial al lui Carol cel Mare, Istria (cel puțin coasta sa apuseană), alături de Veneția și de coasta dalmată a trecut din nou sub controlul bizantin. După aceea, istoria ei intră într-o perioadă neclară, poate și din cauză că bizantinii nu au reușit să își restabilească autoritatea în teritoriile retrocedate de către franci. Probabil că Istria a fost reintegrată în Ducatul de Friuli.
După depunerea ducelui Balderic de Friuli, împăratul Ludovic Piosul, fiul lui Carol cel Mare, în cadrul adunării din 829 de la Worms a divizat în cele din urmă ducatul friulan în patru provincii, cu Istria și Friuli conduse de la Aquileia de către margraful Eberhard de Friuli și descendenții săi din familia Unruochingilor. Regiunea a devenit parte a Franciei de Mijloc după Tratatul de la Verdun din 843, fiind ulterior atribuită împăratului și regelui de Italia Ludovic al II-lea din 855.

### Marca imperială
După ce regele romano-german Otto I cel Mare a efectuat o campanie în Italia de nord supusă regelui Berengar al II-lea, el a conferit în 952 Marca de Verona și Istria fratelui său, ducele Henric I de Bavaria, care deja controla regiunea învecinată a Mărcii de Carintia. După depunerea fiului și succesorului lui Henric I, ducele Henric al II-lea de Bavaria din 976, împăratul Otto al II-lea a separat Carintia de posesiunile bavareze și a transformat-o în ducat de sine stătător, pe care l-a încredințat ducelui Henric al III-lea de Bavaria, care a acordat suzeranitatea mărcilor din sud-estul Bavariei, inclusiv Istriei.
În acest context, apar conții de Istria la sfârșitul secolului al X-lea, însă Istria, împreună cu Marca de Carniola a fost efectiv separată de Ducatul de Carintia abia în 1040, când a fost încredințată contelui de Thuringia Poppo de Weimar, moștenitorul prin căsătorie al ultimului margraf cunoscut de Friuli, Weriand. Treptat, margrafii de Carniola au achiziționat teritoriile răsăritene ale Istriei, în vreme ce coastele apuseană și sudică erau ocupate de către Republica Veneția. Regele german Henric al IV-lea a conferit în mod nominal restul teritoriului mărcii istriene către Patriarhatul de Aquileia, în timp ce titlul margrafal și teritoriile Istriei propriu-zise erau încă deținute de Carniola. În 1173, împăratul Frederic I "Barbarossa" din dinastia Hohenstaufenilor a înfeudat familia nobililor bavarezi Andechs, care a atașat Istria posesiunilor lor din Ducatul de Merania. Aquileia a redobândit Istria în 1209, atunci când margrafii din Casa de Andechs au fost alungați din cauza implicării lor în asasinarea fiului lui Frederic Barbarossa, Filip de Suabia. 
Până la jumătatea secolului al XIII-lea, cea mai mare parte a coastei Istriei era deja cucerită de Republica Veneția. Patriarhii de Aquileia încetaseră deja numirea de margrafi ai Istriei și trecuseră teritoriul din interiorul pensinsulei, rămas neocupat de Veneția, sub controlul direct al conților de Gorizia. Teritoriile goriziene au fost în cele din urmă obținute de către arhiducii Habsburgi ai Arhiducatului Austriei în 1374, care din 1335 deja dețineau marca de Carniola. De asemenea, în 1382 Habsburgii au obținut controlul asupra orașului Trieste.

### MargrafatulHabsburgilor
După ce teritoriul secular al patriarhilor de Aquileia a fost cucerit integral de către Republica Veneția în 1420, cea mai mare parte a Istriei a făcut și ea parte din statul venețian. Casa de Habsburg deținea în acel moment doar un mic teritoriu din interiorul peninsulei, în jurul localității Pazin (Mitterburg), pe care îl administra din Ducatul de Carniola. Cu toate acestea, conducătorii Habsburgi și-au adăugat titlul de "margraf de Istria", titulatură care a persistat până la disoluția Austro-Ungariei în 1918.
Istria venețiană a trecut sub autoritatea Habsburgilor în 1797 în virtutea Tratatului de la Campoformio care consfințea desființarea Republicii venețiene. Apoi a fost ocupată de Napoleon I în 1805, în conformitate cu Pacea de la Pressburg, devenind parte a Regatului Italiei, iar apoi (prin Tratatul de pace de la Schönbrunn din 1809) a Provinciilor Ilire. După înfrângerea lui Napoleon, prin Congresul de la Viena din 1815, Istria a fost atribuită Imperiului Austriac.

## Margrafii de Istria
- Hunfrid, cca. 799 (ulterior, duce de Friuli)
- Ioan, cca. 804 (duce)

La începutul secolului al XI-lea, marca a fost reinstituită, fiind deținută de conții de Weimar
- Poppo I, 1012–1044 (de asemenea margraf de Carniola)
- Ulric I, 1060–1070, fiul precedentului (de asemenea margraf de Carniola)
- Henric I, 1077–1090

Casa de Sponheim
- Engelbert I, 1090–1096
- Burchard, 1093–1101

Conții de Weimar-Orlamünde
- Poppo al II-lea, 1096–1098, fiul lui Ulric I (de asemenea margraf de Carniola)
- Ulric al II-lea, 1098–1107, fratele precedentului (de asemenea margraf de Carniola)

Casa de Sponheim (restaurată)
- Engelbert al II-lea, 1107–1124, fiul lui Engelbert I (de asemenea duce de Carintia și margraf de Carniola)
- Engelbert al III-lea, 1124–1173, fiul precedentului (de asemenea margraf de Carniola, margraf de Toscana și duce de Spoleto)

Casa bavareză de Andechs
- Berthold I, 1173–1188 (de asemenea margraf de Carniola)
- Berthold al II-lea, 1188–1204, fiul precedentului (de asemenea margraf de Carniola, duce de Merania)
- Henric al II-lea, 1204–1228, fiul precedentului (de asemenea margraf de Carniola)
- Otto I, 1228–1234, fratele precedentului (de asemenea margraf de Carniola, duce de Merania, conte palatin de Burgundia)
- Otto al II-lea, 1234–1248 (de asemenea margraf de Carniola, duce de Merania, conte palatin de Burgundia)